# Saison 2015-2016 du Racing Club de Strasbourg Alsace
Maillots
Chronologie
Saison précédente Saison suivante
La saison 2015-2016 est la trentième saison amateur du RC Strasbourg et sa quatrième disputée en National. Il s'agit de la dernière saison du club dans cette division. Le club manque son accession en Ligue 2 de peu la saison passée, et fait en sorte que la montée soit inéluctable. 
Le RCSA termine champion de National à l'issue de la saison, avec 58 points, et est promu en Ligue 2. 
Jacky Duguépéroux, entraîneur depuis mars 2014, prolonge son contrat d'un an.

## Avant-saison
Le 11 juillet 2015, au stade municipal de Weyersheim, les Strasbourgeois s'en vont battre par un but à zéro l'équipe réserve du Bayern Munich pour ce qui est le premier match de préparation de la saison pour les Alsaciens. Trois jours plus tard, le 14 juillet 2015, ils reçoivent l'Union Sportive de Sarre-Union pour le second match au stade d'Oberhausbergen. Les joueurs de l'Alsace Bossue, honorables pensionnaires de CFA l'année passée, sont battus sur le score de cinq buts à un pour leur premier match de préparation
| Date            | Rencontre              | Rés. |
| --------------- | ---------------------- | ---- |
| 11 juillet 2015 | RCS - Bayern Munich II | 1-0  |
| 14 juillet 2015 | RCS - Sarre-Union      | 5-1  |
| 18 juillet 2015 | Schiltigheim - RCS     | 1-2  |
| 21 juillet 2015 | Haguenau - RCS         | 1-1  |
| 24 juillet 2015 | RCS - Nancy            | 1-1  |
| 29 juillet 2015 | RCS - Metz II          | 4-2  |
| 1er août 2015   | RCS - Sélection UNFP   | 7-4  |

de la saison. Trois nouveaux matchs de préparation se succèdent le 18 juillet 2015 à Still, le 21 juillet 2015 au Parc des Sports de Haguenau et le 24 juillet 2015 au stade de l'Aar à Schiltigheim. Le premier se solde par une courte victoire deux à un contre le Sporting Club Schiltigheim évoluant deux niveaux en dessous. Les buts strasbourgeois sont signés N'Dour et Kanté, les Brasseurs ayant ouvert le score par Weber à la 36e minute. Le second match oppose le Racing aux locaux du Football Club Sports Réunis Haguenau. Les deux équipes se séparent sur un match nul un partout. Le but strasbourgeois est signé Frédéric Marques. Le dernier des trois matchs oppose les Alsaciens aux Lorrains de Nancy évoluant un niveau au-dessus. Le match se termine sur un nul prometteur pour les Alsaciens. Ils ont ouvert le score à la 41e minute par Jérémy Blayac, tandis que les Lorrains leur ont répondu par Antony Robic à la 48e minute. Le mercredi 29 juillet 2015, les Strasbourgeois affrontent l'équipe réserve du football Club de Metz à Reipertswiller. Les Lorrains sont battus quatre à deux. Pour son ultime match de préparation contre l'UNFP à Eschau, le 1er août 2015, les Alsaciens remportent une large victoire sept buts à quatre.

## Objectifs
Marc Keller annonce dès le début de saison que « la montée doit être naturelle et inéluctable ». C'est dans une posture de favori que le Racing évoluera lors de cette saison, en tant que candidat déclaré à l'accession en Ligue 2.

## Championnat
La première journée, en déplacement chez les Nordistes de Dunkerque, se solde par une cuisante défaite quatre à un. Tout s'est joué dans l'entame du match avec deux buts encaissés par les Strasbourgeois en deux minutes. Lors de la seconde journée, le vendredi 14 août 2015, le Racing engrange son premier point contre l'US Orléans, relégué de ligue 2, avec un match nul zéro partout. Pour son troisième match, le Racing se déplace dans l'Hérault. Il y remporte sa première victoire de la saison par deux buts à un contre l'Avenir sportif Béziers. Lors des trois journées suivantes, Strasbourg enchaîne trois matchs nuls et cale notamment deux fois à domicile contre Les Herbiers et Fréjus-St Raphaël.
| Calendrier 2015-2016 du Racing Club Strasbourg Alsace | Calendrier 2015-2016 du Racing Club Strasbourg Alsace | Calendrier 2015-2016 du Racing Club Strasbourg Alsace | Calendrier 2015-2016 du Racing Club Strasbourg Alsace | Calendrier 2015-2016 du Racing Club Strasbourg Alsace | Calendrier 2015-2016 du Racing Club Strasbourg Alsace | Calendrier 2015-2016 du Racing Club Strasbourg Alsace | Calendrier 2015-2016 du Racing Club Strasbourg Alsace |
| Matches aller                                         | Matches aller                                         | Matches aller                                         | Matches aller                                         | Matches retour                                        | Matches retour                                        | Matches retour                                        | Matches retour                                        |
| J                                                     | Date                                                  | Affiche                                               | Score                                                 | J                                                     | Date                                                  | Affiche                                               | Score                                                 |
| ----------------------------------------------------- | ----------------------------------------------------- | ----------------------------------------------------- | ----------------------------------------------------- | ----------------------------------------------------- | ----------------------------------------------------- | ----------------------------------------------------- | ----------------------------------------------------- |
| J1                                                    | 7 août 2015                                           | Dunkerque - Strasbourg                                | 4-1                                                   | J18                                                   | 15 janvier 2016                                       | Orléans - Strasbourg                                  | 0-0                                                   |
| J2                                                    | 14 août 2015                                          | Strasbourg - Orléans                                  | 0-0                                                   | J19                                                   | 29 janvier 2016                                       | Strasbourg - Béziers                                  | 3-0                                                   |
| J3                                                    | 21 août 2015                                          | Béziers - Strasbourg                                  | 1-2                                                   | J20                                                   | 5 février 2016                                        | Les Herbiers - Strasbourg                             | 0-0                                                   |
| J4                                                    | 28 août 2015                                          | Strasbourg - Les Herbiers                             | 2-2                                                   | J21                                                   | 12 février 2016                                       | Strasbourg - Sedan                                    | 2-0                                                   |
| J5                                                    | 5 septembre 2015                                      | Sedan - Strasbourg                                    | 0-0                                                   | J22                                                   | 19 février 2016                                       | Fréjus-St Raphaël - Strasbourg                        | 1-0                                                   |
| J6                                                    | 11 septembre 2015                                     | Strasbourg - Fréjus-St Raphaël                        | 1-1                                                   | J23                                                   | 4 mars 2016                                           | Strasbourg - Épinal                                   | 2-1                                                   |
| J7                                                    | 18 septembre 2015                                     | Épinal - Strasbourg                                   | 0-1                                                   | J24                                                   | 11 mars 2016                                          | Colmar - Strasbourg                                   | 0-3                                                   |
| J8                                                    | 25 septembre 2015                                     | Strasbourg - Colmar                                   | 1-0                                                   | J25                                                   | 18 mars 2016                                          | Strasbourg - Chambly                                  | 1-0                                                   |
| J9                                                    | 2 octobre 2015                                        | Chambly - Strasbourg                                  | 0-2                                                   | J26                                                   | 1er avril 2016                                        | Boulogne - Strasbourg                                 | 0-1                                                   |
| J10                                                   | 16 octobre 2015                                       | Strasbourg - Boulogne                                 | 2-0                                                   | J27                                                   | 8 avril 2016                                          | Strasbourg - Châteauroux                              | 1-1                                                   |
| J11                                                   | 30 octobre 2015                                       | Châteauroux - Strasbourg                              | 0-1                                                   | J28                                                   | 15 avril 2016                                         | Consolat - Strasbourg                                 | 0-0                                                   |
| J12                                                   | 6 novembre 2015                                       | Strasbourg - Consolat                                 | 0-0                                                   | J29                                                   | 22 avril 2016                                         | Strasbourg - Luçon                                    | 1-1                                                   |
| J13                                                   | 4 décembre 2015                                       | Luçon - Strasbourg                                    | 1-0                                                   | J30                                                   | 29 avril 2016                                         | Avranches - Strasbourg                                | 0-0                                                   |
| J14                                                   | 27 novembre 2015                                      | Strasbourg - Avranches                                | 1-0                                                   | J31                                                   | 6 mai 2016                                            | Strasbourg - CA Bastia                                | 3-0                                                   |
| J15                                                   | 11 décembre 2015                                      | CA Bastia - Strasbourg                                | 1-0                                                   | J32                                                   | 13 mai 2016                                           | Strasbourg - Amiens SC                                | 0-1                                                   |
| J16                                                   | 18 décembre 2015                                      | Amiens SC - Strasbourg                                | 2-0                                                   | J33                                                   | 27 mai 2016                                           | Belfort - Strasbourg                                  | 0-0                                                   |
| J17                                                   | 8 janvier 2016                                        | Strasbourg - Belfort                                  | 2-0                                                   | J34                                                   | 3 juin 2016                                           | Strasbourg - Dunkerque                                | 2-2                                                   |

Lors de la septième journée, les Strasbourgeois remportent leur deuxième victoire à l'extérieur contre Épinal. Le derby contre Colmar est remporté par le Racing qui par la même occasion enchaîne deux victoires de rang, signe son premier succès à domicile de la saison et pointe à la cinquième place du championnat à quelques points du podium. La neuvième journée voit les Strasbourgeois enchainer une troisième victoire lors de leur déplacement à Chambly. Celle-ci les amène à la troisième place du classement et les fait monter sur le podium pour la première fois de la saison et ne le quittera plus. Face à Boulogne pour la dixième journée, le Racing conforte sa place sur le podium. Lors du déplacement à Châteauroux, l'équipe signe sa cinquième victoire consécutive et se distingue en n'ayant plus encaissé de but en championnat depuis la 6e journée face à Fréjus. Cette série sera la meilleure de la saison et l'équipe est alors classée deuxième.
La douzième journée voit le Racing se déplacer sur le terrain de Marseille Consolat où il décroche un match nul avant un retour au stade de la Meinau pour affronter Avranches et décrocher la septième victoire de la saison pour la quatorzième journée (matches de la treizième journée reportés).
Le mois de décembre s'avère catastrophique pour le club qui enchaine trois défaites consécutives juste avant la trêve contre Luçon, Bastia et Amiens, plus mauvaise série de la saison. L'équipe glisse à la troisième place. A la reprise, Strasbourg démarre sur une victoire face au promu Belfort et conclu ainsi la phase de matches aller en décrochant la première place du classement.
Le Racing démarre la deuxième phase par deux victoires (contre Béziers et Sedan) et deux matches nul (contre Orléans et Les Herbiers).
Lors de la vingt-deuxième journée, Strasbourg s'incline sur le terrain de Fréjus Saint-Raphaël et perd sa place de leader.
Les Strasbourgeois enchainent alors une série quatre victoires consécutives contre Épinal, Colmar, Chambly puis Boulogne. Ils récupèrent la place de leader à la vingt-quatrième journée pour ne plus la lâcher jusqu'à la fin du championnat. S'ensuivent quatre matches nul face à Châteauroux, Consolat, Luçon et Avranches. La trente-et-unième journée voit le Racing s'imposer contre le CA Bastia.
Lors de la journée suivante, le club a la possibilité de valider sa montée en cas de match nul contre Amiens. Mais l'équipe s'incline dans les tout derniers instants de la rencontre et doit encore patienter.
La montée est validée le 27 mai à Belfort au sortir d'un match nul. Le Racing remporte par le même occasion le titre de champion de France du National.
La saison s’achève à la Meinau sur un nouveau match nul face à Dunkerque.

### Buteurs
- 8 buts : Jérémy Blayac,
- 6 buts : Stéphane Bahoken,
- 5 buts : Denis Bouanga,
- 4 buts : Ladislas Douniama,
- 2 buts : Dimitri Liénard, Abdallah N'Dour, Felipe Saad
- 1 but :  Abdelhak Belahmeur, Jérémy Grimm, Massiré Kanté, Mayoro N'Doye, Ihsan Sacko

### Affluences
Le Racing a battu durant cette saison le record qu'il détenait déjà concernant le nombre d'abonnements vendus. Le club compte 4700 abonnés. L'affluence moyenne de plus de 15000 spectateurs est un record absolu en troisième division française, et aurait classé le club 2e de Ligue 2 et quinzième en France, toutes divisions confondues. 
Enfin, pour cette saison 2015-2016 de National, sur les dix meilleures affluences lors des rencontres, les dix ont été à la Meinau.

## Coupe de France

### Buteurs
- 2 buts : Oumar Pouye,
- 1 but : Jérémy Blayac, Yoann Salmier.

## Fin de saison

### Retour dans le monde professionnel
À la suite de son match nul 0-0 contre l'ASM Belfort, le 27 mai 2016, le RC Strasbourg Alsace est mathématiquement assuré d'être en Ligue 2 pour sa saison 2016-2017.